# Plagiusia squamosa
Plagiusia squamosa är en kräftdjursart som först beskrevs av Herbst 1790.  Plagiusia squamosa ingår i släktet Plagiusia och familjen Plagusiidae. Inga underarter finns listade i Catalogue of Life.